# Boskasjoe
De boskasjoe (Anacardium giganteum) is een grote altijdgroene boomsoort. De boom kan 20-40 meter hoog worden met een rechte stam van 50–90 cm in doorsnede. Het is een boom van de kroon van het regenwoud en groeit zowel op overstromende plekken als in drooglandbos.
Het verspreidingsgebied is noordelijk Brazilië en de Guiana's.
De vrucht is 2 cm lang en eetbaar en sappig. Ze worden vaak op markten aangeboden en gebruikt om er sap van te maken. Het zaad is ook eetbaar maar tamelijk klein. Geroosterd is de smaak vergelijkbaar met kasjoenoten.